# Britha pactalis
Britha pactalis är en fjärilsart som beskrevs av Walker 1859. Britha pactalis ingår i släktet Britha och familjen nattflyn. Inga underarter finns listade i Catalogue of Life.